# Ostrowo (powiat kartuski)
Ostrowo (kaszub. Òstrowò) – wieś w Polsce, położona w województwie pomorskim, w powiecie kartuskim, w gminie Stężyca.
Wchodzi w skład sołectwa Kamienica Szlachecka.
W latach 1975–1998 Ostrowo administracyjnie należało do województwa gdańskiego.
Przed 2023 r. miejscowość była częścią wsi Kamienica Szlachecka.
Ostrowo 31 grudnia 2011 r. miało 70 stałych mieszkańców.